# Neubrück
Neubrück est un hameau de la commune belge de Saint-Vith (en allemand : Sankt Vith) située en Communauté germanophone et en Région wallonne dans la province de Liège.
Avant la fusion des communes de 1977, Neubrück faisait partie de la commune de Crombach.
Le 31 décembre 2015, le hameau comptait 36 habitants.

## Situation
Neubrück est un hameau implanté au confluent du ruisseau Möderbach et de la Braunlauf. Il est traversé par la route nationale 62 entre les localités de Saint-Vith et Burg-Reuland. La sortie n°15 de l'autoroute E42 se trouve à environ 2 300 m au nord-est de la localité.
L'altitude du hameau avoisine les 430 m (au pont sur la Braunlauf).

## Loisirs et tourisme
Neubrück est surtout connu pour être un lieu de villégiature et de vacances. On y trouve un complexe hôtelier avec étang de pêche, un camping et une friterie. 